# Société des Aquafortistes Belges
De Société des Aquafortistes Belges, gesticht in Brussel in 1886 groepeerde een aantal kunstschilders die ook een substantieel oeuvre uitbouwden als etser; aquafortiste is Frans voor etser.

## Historiek
De “Société des Aquafortistes Belges” werd gesticht op 28 juni 1886 op initiatief van graficus Emile De Munck die directeur werd. Medestichters waren Fernand Khnopff, Jean-Baptiste Meunier, Camille Van Camp (die voorzitter werd), en Maurice Benoidt, een advocaat die secretaris en schatbewaarder werd. De gravin van Vlaanderen werd erevoorzitster, zoals ze dat in 1869 ook voor de “Société internationale des Aquafortistes” had gedaan. Er was reeds in 1875 een eerste initiatief geweest van Félicien Rops om een dergelijke vereniging op te richten, maar dat was op een mislukking uitgedraaid.
De kunstenaars die meewerkten aan de albums die vanaf 1888 jaarlijks verschenen werden als “effectieve leden” beschouwd, de abonnees als ereleden.
Al werkten enkele grafici – die achteraf avant-gardekunstenaars bleken te zijn – mee aan de albums: James Ensor, Théo van Rysselberghe, Fernand Khnopff, Henri Cassiers, Rodolphe Wytsman, Eugène Laermans, Ramah… – toch evolueerde de teneur van de edities naar de voorzichtig-conservatieve kant.
Bij de medewerkers aan de albums hoorden Pierre Abattucci, Albert Baertsoen, Léon Bartholomé, Richard Baseleer, Charles-Théodore Bernier, Henry Bodart,  Louis Cambier, Henri Cassiers, Julien Célos, Omer Coppens,  Louise Danse, Jules Debruycker, R. De Lahaye, Alfred Delaunois, Albert Delstanche, Paul Dom, Auguste Donnay, James Ensor, Franz Gailliard, A. Geudens, Godart-Danhieux, Jules Guiette, Armand Heins, Fernand Khnopff, Eugène Laermans, Maurice Langaskens, François Maréchal, Henri Meunier, Victor Mignot, Frans Proost, Henri Ramah, Armand Rassenfosse, Jakob Smits, Louis Titz, Walter Vaes, M. Vanderloon, Theo Van Rysselberghe en Rodolphe Wytsman.
In de zomer van 1902 beschreef Fernand Khnopff in het Engelse kunsttijdschrift The Studio, waarvan hij correspondent was, de verschillende richtingen in de etskunst in België. Hij deed dit aan de hand van de inzendingen voor de tentoonstelling van de Sociéte in 1901. Fijntjes merkt hij ook op dat hij de enige kunstenaar is van deze groep die uitsluitend de drogenaaldtechniek hanteert.
In 1911 kende koning Albert I het voorrecht toe aan deze vereniging om de titel "Société royale" te voeren.

## Uitgifte van albums met etsen
Elk jaar werd een album met vijftien etsen gepubliceerd. Een jury besliste over de prenten die weerhouden werden. In die jury zetelde vanaf het begin een kunstenaar als Fernand Khnopff, al leverde hij pas in 1898 zijn eerste bijdrage (“Etude de cheveux”).
De gepubliceerde etsen kregen een discrete droogstempel mee met de tekst Sté/ACQVAF./BELGES.
Het jaarlijkse album was gereputeerd voor de hoge druktechnische kwaliteit: de verfijnde druk en de welgekozen papiersoorten. De oplage bedroeg aanvankelijk 90 exemplaren. In 1900 werden er 100 series gedrukt en in 1903 zelfs 150. Het laatste album werd gedrukt in 1913.
Niet alle etsen werden exclusief voor deze albums afgedrukt: de bijdragen van Ensor bijvoorbeeld, werden door hem ook buiten het circuit van de “Société” verspreid.

## Hun drukker
De vaste drukker van de etsen die in het album verschenen was de bekende Brusselse drukker J.B. Van Campenhout, Waversesteenweg 163. Hij was vanaf 1891 ook lange tijd Ensors vaste drukker. Hij gaf onder andere het zeldzame album met twaalf etsen van Ensor uit in 1896; Ensor droeg hem een exemplaar van de ets “Baden te Oostende” op: “Au bon tireur J.B. Van Campenhout”

## Bestuur
De vereniging kende in de loop van haar geschiedenis meerdere directeurs: zo namen Louis Titz en Omer Coppens (vanaf 1909) een tijdlang de functie waar.
Ondervoorzitter was Jean-Baptiste Meunier. Na zijn overlijden stelde de algemene vergadering op 30 november 1900 Fernand Khnopff aan als zijn opvolger. Jaarlijks verscheen een werkingsverslag.

## Jaarlijkse tentoonstellingen
Elk jaar was er ook een salon met werk van de leden. Soms gingen die tentoonstellingen gepaard met lezingen.  Zo bracht Fernand Khnopff er op 3 mei 1901 een lezing over “L’Eau-forte et la pointe-sèche”.

## Einde in 1914
Toen België in de Eerste Wereldoorlog verwikkeld raakte, verdween de “Société des Aquafortistes Belges” van het toneel. In 1914 verscheen geen map meer.

## Bewaarplaatsen van etsen van de vereniging
- Volledige albums van de “Société des Aquafortistes Belges” zijn zeldzaam geworden. Vele van deze albums zijn onherroepelijk uit elkaar genomen en de etsen los verspreid.
- Representatieve verzamelingen bevinden zich in het Prentenkabinet in het Plantin-Moretusmuseum in Antwerpen, in het Charliermuseum en in het Koninklijk Prentenkabinet in Brussel, alsook in het Stadsarchief van Sint-Truiden. Sint-Truiden bracht een ruime selectie van de etsen in een tentoonstelling in het Cultureel Centrum in 2006.
- Losse exemplaren onder andere in het KaZ in Oostende